# Ann Hampton Callaway

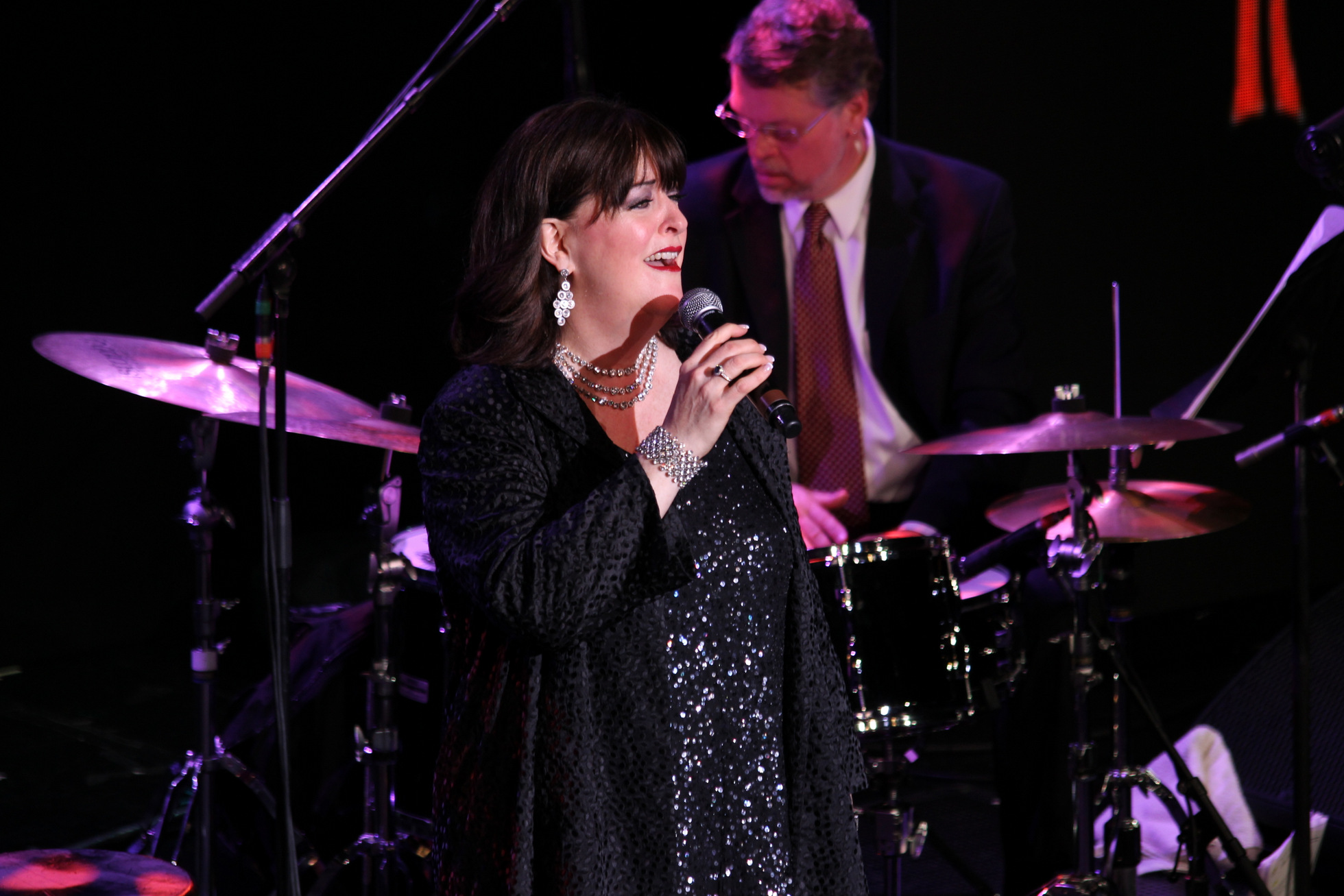
Ann Hampton Callaway und Tim Horner (Januar 2014)

Ann Hampton Callaway (* 30. Mai 1958 in Chicago, Illinois) ist eine US-amerikanische Komponistin, Sängerin und Schauspielerin. Sie ist bekannt für das von ihr komponierte und gesungene Titellied der Fernsehserie Die Nanny und für ihre Rolle im Musical Swing!, für welche sie mit dem Theatre World Award ausgezeichnet worden ist.

## Leben und Wirken
Sie ist die Tochter von Shirley Callaway, einer Pianistin und Gesangslehrerin aus New York. Ihr Vater John Callaway war ein berühmter Journalist aus Chicago.
Sie erlangte Berühmtheit als Komponistin der Lieder für die Fernsehserie Die Nanny, wobei das Titellied The Nanny Named Fran ihre berühmteste Komposition ist. Sie hat Lieder für Barbra Streisand geschrieben und ist mit ihren Kompositionen auf sechs Alben von Streisand vertreten. Die mit der Platin-Schallplatte ausgezeichnete Komponistin hat über 250 Lieder für den Broadway und populäre Interpreten geschrieben, unter anderem auch für Liza Minnelli, Patti LuPone, Michael Feinstein, Blossom Dearie und ihre Schwester Liz Callaway.
Sie hat im Musical Swing! mitgespielt und für ihre Performance den Theatre World Award für Outstanding Broadway Debut gewonnen und wurde für den Tony Award in der Kategorie Best Featured Actress in a Musical nominiert.
Als Solokünstlerin hat sie mehrere Alben und Lieder veröffentlicht.
Sie engagiert sich mit ihrer Musik auch karitativ. Nach dem Hurrikan Katrina trat sie im Fernsehen auf und veröffentlichte den Song Who can see the Blue the Same Again?, dessen Einnahmen sie den Opfern spendete. Auch nach dem Anschlag auf das World Trade Center veröffentlichte sie CDs und spendete ihre Einnahmen.

## Diskografie
- Ann Hampton Callaway (DRG Records, 1992)
- Bring Back Romance (DRG Records, 1994)
- Easy Living, Shanachie Records
- Sibling Revelry (DRG Records, 1996) mit Liz Callaway
- Signature, Shanachie Records
- After Ours (Denon Records, 1997)
- This Christmas (After 9 Records/Angel Records, 1997)
- To Ella With Love (Shanachie Records, 1996)
- At Last (Telarc, 1999)
- Slow (Shanachie Records, 2004)
- Blues in the Night (Telarc, 2006)
- Fever: A Peggy Lee Celebration (Palmetto, 2023)
- Finding Beauty: Originals, Vol. 1 (2023)